# Ameles syriensis
Ameles syriensis es una especie de mantis de la familia Mantidae.

## Distribución geográfica
Se encuentra en Siria y Turquía.